# آواچینسکی
آواچینسکی (به روسی: Авачинская сопка) آتشفشان چینه‌ای فعالی به ارتفاع ۲٬۷۴۱ متر واقع در شبه‌جزیره کامچاتکا در خاور دور روسیه است. این آتشفشان یکی از فعالترین آتشفشان‌های کامچاتکا است.

## مشخصات

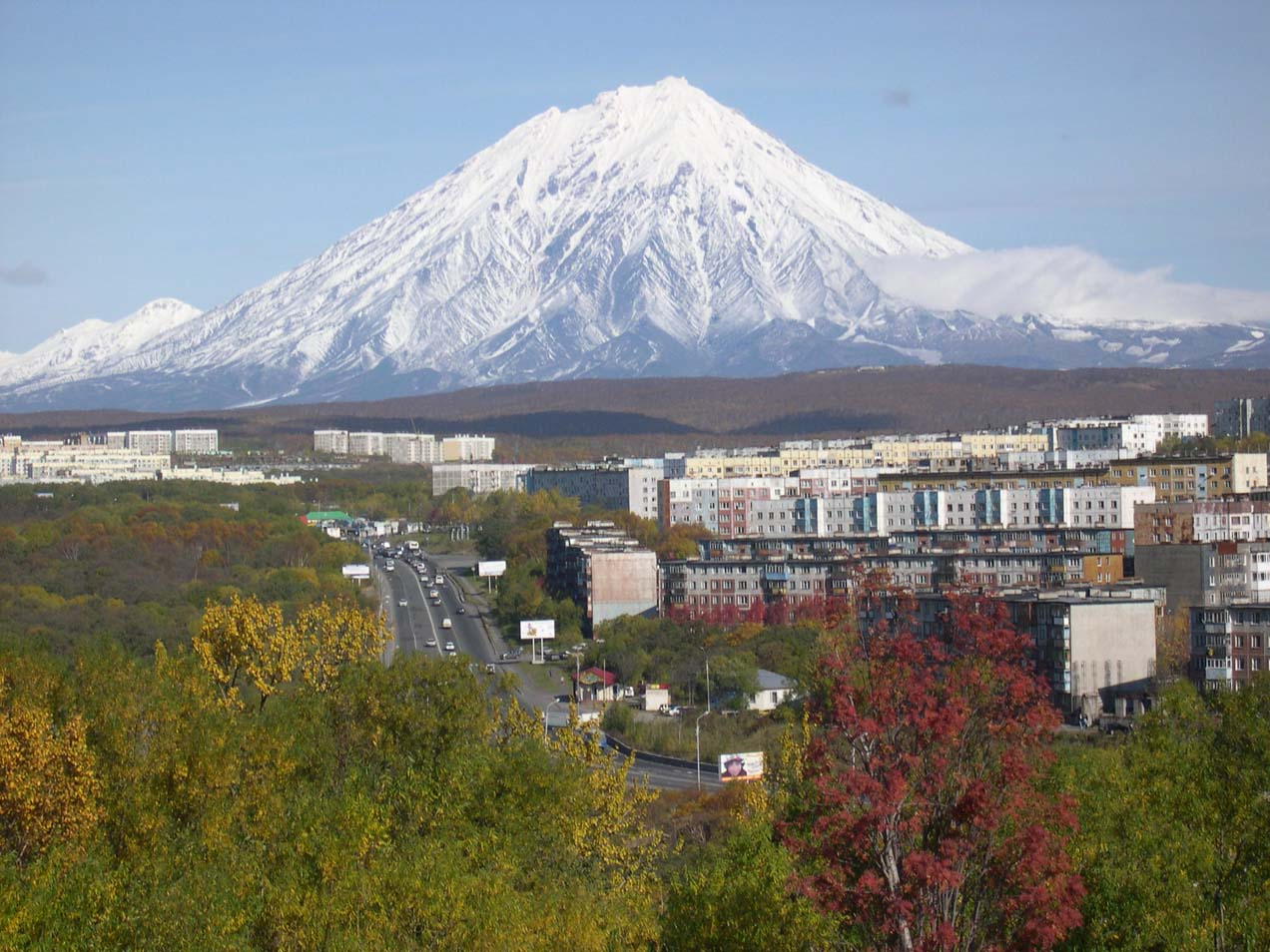
نمایی از آتشفشان آواچینسکی

آواچینسکی آتشفشانی چینه‌ای است که در میانه یا در اواخر دورهٔ پلیستوسن شکل گرفته است. این آتشفشان دارای کالدرای نعلی‌شکل و بزرگی در جنوب غربی خود است که در نتیجهٔ وقوع بهمن واریزهٔ عظیمی در حدود ۳۰٬۰۰۰ تا ۴۰٬۰۰ سال پیش که منطقه‌ای به مساحت ۵۰۰ کیلومتر مربع در جنوب این آتشفشان را در زیر خود مدفون ساخت به‌وجود آمده است. شهر پتروپاولفسک تقریباً در ۲۵ کیلومتری جنوب غربی آواچینسکی و بر روی این بهمن واریزه ساخته شده‌است که در نتیجه، احتمال وقوع خطر برای این شهر در آینده وجود دارد.
آواچینسکی در جنوب شرقی خود به آتشفشان کوزلسکی متصل است. این آتشفشان دراصل مخروطی فرعی است که درنتیجهٔ فوران مواد آتشفشانی از مجاری دامنهٔ آواچینسکی تشکیل شده است. کوزلسکی دارای دهانهٔ آتشفشانی بزرگی است که در شمال شرقی آن قرار دارد.
فوران‌های آواچینسکی بیشتر از نوع انفجاری است که با لاهارهای داغ و جریان‌های آذرآوارای همراه است. جریان‌های آذرآواری بیشتر دره‌های واقع در دامنهٔ این آتشفشان را پوشانده‌اند و لایه‌های تفرا حتی در فاصلهٔ ۲۰۰ تا ۴۰۰ کیلومتری از آواچینسکی در کوهپایهٔ آن قابل مشاهده‌اند. این آتشفشان آخرین بار در سال ۲۰۰۱ فوران کرد.

## نگارخانه

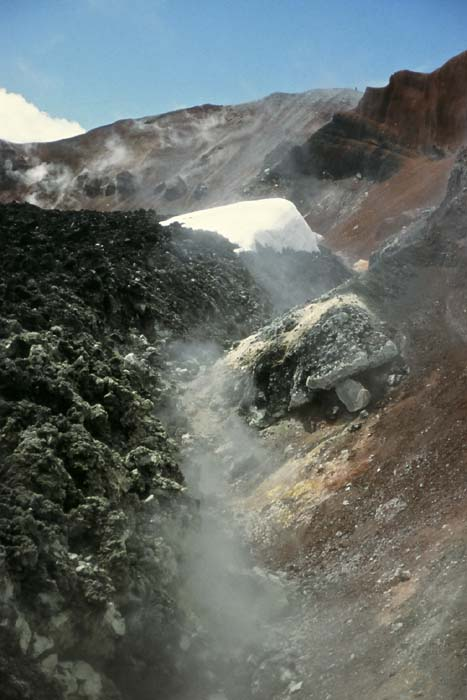
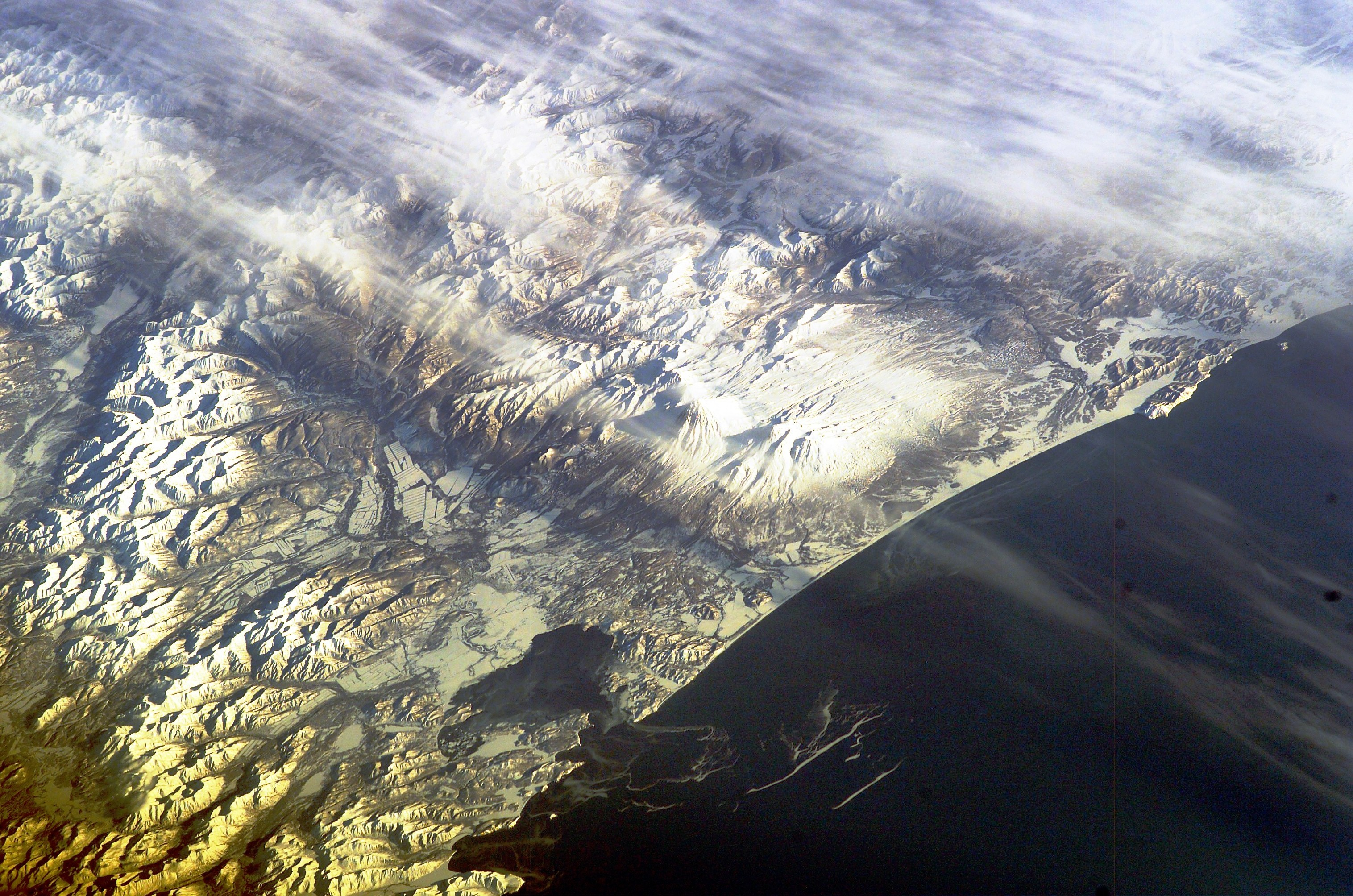
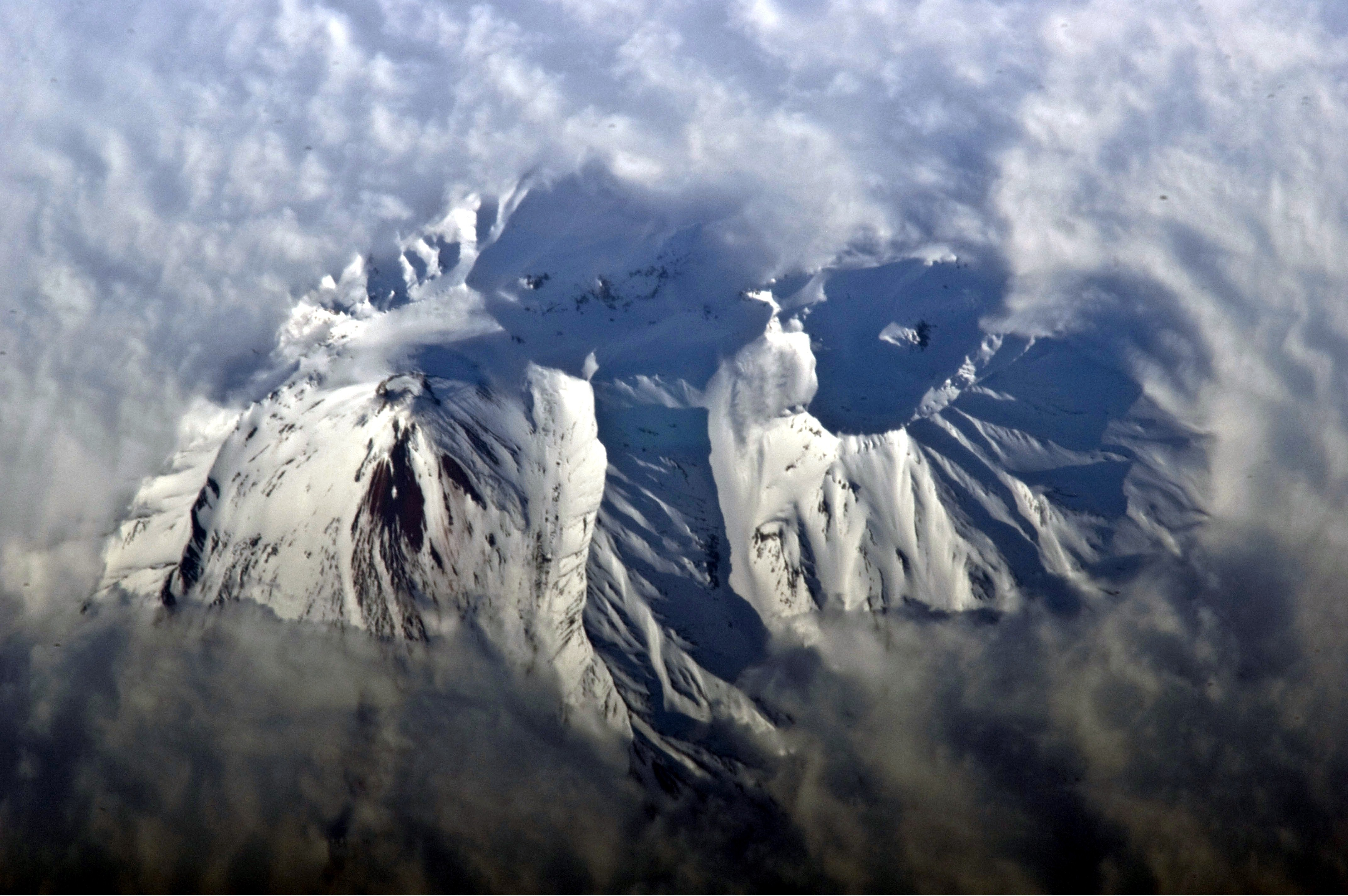